# (1269) Rollandia
(1269) Rollandia es un asteroide perteneciente al cinturón exterior de asteroides, dentro del grupo de Hilda, descubierto el 20 de septiembre de 1930 por Grigori Nikoláievich Neúimin desde el observatorio de Simeiz en Crimea.
Está nombrado en honor de Romain Rolland (1866-1944), escritor francés.